# ギコンド刑務所

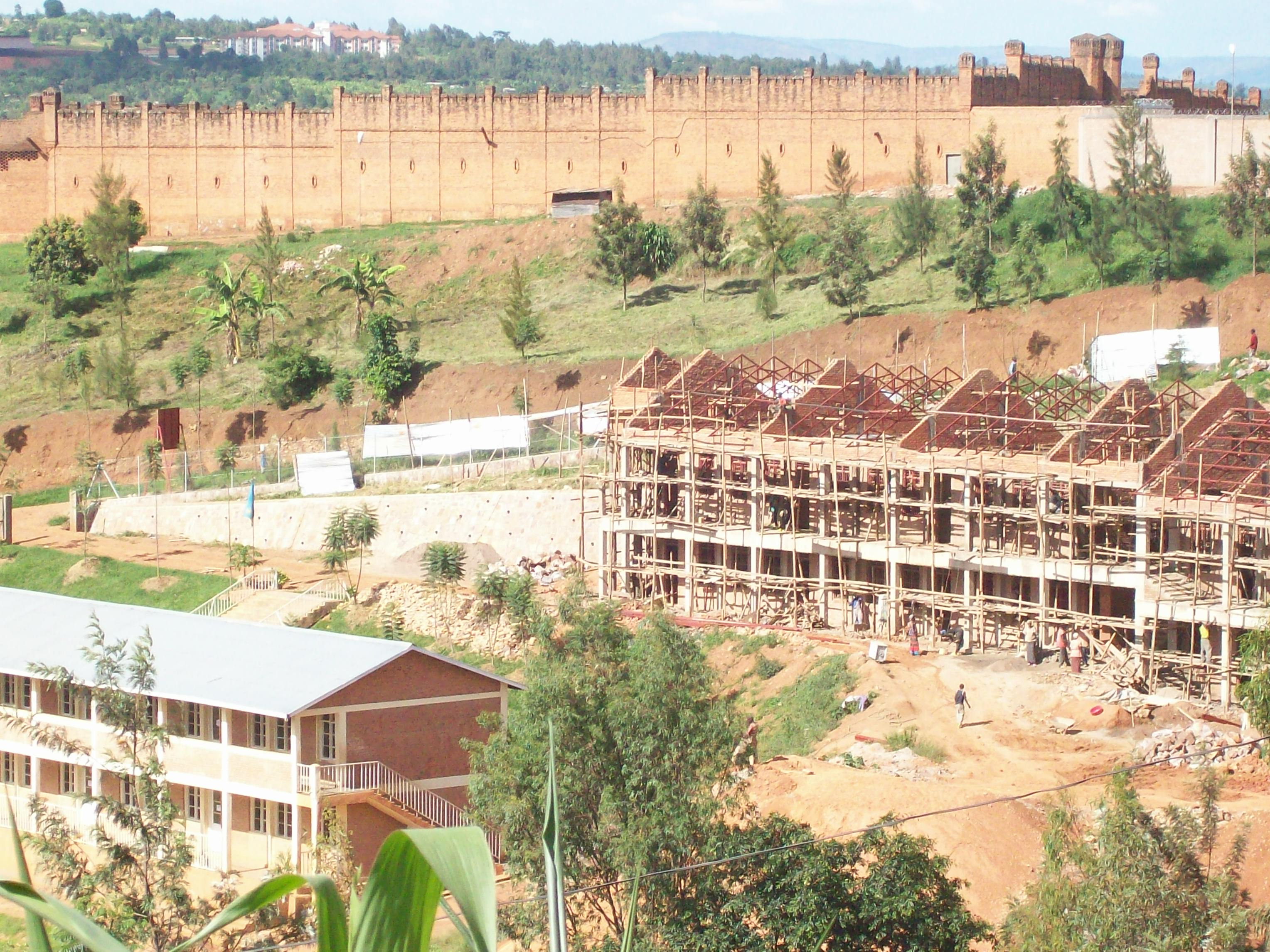
ギコンド刑務所の写真

ギコンド刑務所（英語: Gikondo Prison）またはキガリ市刑務所（英語: Kigali City Prison）は、ルワンダの首都キガリ市に置かれている刑務所である。

## 概要
1930年代に設立されたこの刑務所は、もともと数千人の受刑者を受け入れることを想定して建てられたものであった。しかし、ルワンダ虐殺の終結以降は、収容人数が実に5万人以上にまで膨れ上がった。これは、虐殺に関連して逮捕された多くの被告人が、戦争犯罪容疑でガチャチャ（Gacaca）と呼ばれる裁判を受けるため、この刑務所に入所させられたのが原因であった。
1997年時点では、依然として囚人の過密状態がこの刑務所の主要な問題の1つであり、また、囚人数に対する刑務所内のインフラストラクチャー整備も不十分であった。食料や医療の不足や好ましいとは言い難い衛生状況は、囚人たちの健康状態を徐々に害していった。ルワンダにおける刑務所の状況は、ルワンダ虐殺以前には改善傾向にあったにもかかわらず、事件以降には再び悪化していったのである。
国際赤十字委員会は、ギコンド刑務所の収容者を訪問し、収容場所の見直しに関して大きな役割を果たした。1999年10月、赤十字国際委員会はルワンダの最高機関に機密報告書を提出した。交渉の後、赤十字国際委員会は囚人たちに対する食料、医薬品などの供給を改善し、収容所内にあるインフラの修理や改装、刑務所に必要不可欠な物資の提供を行った。